# Championnat de Suisse de football de deuxième division
Pour la hiérarchie des championnats de Suisse de football, voir Structure pyramidale des ligues de football en Suisse.
Pour l'article générale sur le football en Suisse, voir Football en Suisse.
Pour les articles homonymes, voir Série B (homonymie), Série A, 2ème Ligue, 1ère Ligue et LNB.
Le Championnat de Suisse de football de deuxième division, actuellement appelé dieci Challenge League (DCL) pour des raisons de sponsoring avec dieci, est composé d'un groupe unique de 10 clubs qui disputent chacun 36 matchs. Elle porte le nom de Challenge League depuis 2003.

## Historique

### Noms successifs
Depuis sa création en 1898, elle s'est appelée successivement :
- 1898-1922 : Série B
- 1922-1930 : Série Promotion
- 1930-1931 : 2e Ligue
- 1931-1944 : 1re Ligue
- 1944-2003 : Ligue nationale B
- Depuis 2003 : Challenge League

### Réforme pour la saison 2012/2013
En 2010, l'Association suisse de football (ASF) a décidé de réduire le nombre d'équipe de Challenge League de 16 à 10 et de créer la Promotion League, composée de 16 équipes (qui devient la Promotion League en 2014).

## Fonctionnement
Les clubs rencontrent chaque autre club quatre fois : deux fois à domicile et deux fois à l'extérieur. Les clubs jouent donc 36 matches.

### Promotion et relégation
- Le premier club est automatiquement promu en Super League (équivalent de la première division, composée de 12 clubs).
- Le deuxième joue les barrages pour la promotion en Super League.
- Le dernier est relégué en Promotion League (équivalent de la troisième division, composée de 16 clubs).

### Le statut des joueurs
En Challenge League, tous les joueurs sont professionnels. Ce n'est qu'à partir de la Promotion League (D3) que des semi-professionnels apparaissent.

## Les clubs de l'édition 2024-2025
| Club                    | En CL depuis | Classement 2023-2024 | Entraîneur         | Stade                          | Capacité |
| ----------------------- | ------------ | -------------------- | ------------------ | ------------------------------ | -------- |
| FC Stade-Lausanne Ouchy | 2024         | 10e (SL)             | Ricardo Dionisio   | Stade olympique de la Pontaise | 15 850   |
| FC Thoune               | 2020         | 2e                   | Mauro Lustrinelli  | Stockhorn Arena                | 10 398   |
| FC Vaduz                | 2021         | 3e                   | Marc Schneider     | Rheinpark Stadion              | 6 441    |
| Neuchâtel Xamax FCS     | 2020         | 4e                   | Uli Forte          | Stade de la Maladière          | 11 997   |
| FC Wil                  | 2004         | 5e                   | Marco Hämmerlli    | IGP Arena                      | 6 000    |
| FC Aarau                | 2015         | 6e                   | Brunello Iacopetta | Stade du Brügglifeld           | 8 000    |
| FC Stade Nyonnais       | 2023         | 7e                   | Vacant             | Centre sportif de Colovray     | 7 200    |
| AC Bellinzone           | 2022         | 8e                   | Mario Rosas        | Stadio Comunale Bellinzone     | 5 000    |
| FC Schaffhouse          | 2013         | 9e                   | Ciriaco Sforza     | Wefox Arena (en)               | 8 085    |
| Étoile Carouge FC       | 2024         | 1re (PL)             | Michael Winsauer   | Stade de la Fontenette         | 3 690    |

Légende des couleurs
- Relégué de Super League
- Deuxième tour de qualification de la Ligue Conférence 2024-2025
- Promu de Promotion League

### Localisation des clubs engagés dans le championnat
| \| Aarau Bellinzone Carouge Lausanne-Ouchy Neuchâtel Nyon Schaffhouse Thoune Vaduz Wil \| Localisation des clubs engagés dans le championnat. |
| Aarau Bellinzone Carouge Lausanne-Ouchy Neuchâtel Nyon Schaffhouse Thoune Vaduz Wil                                                           |

## Palmarès

### Série B
| - 1899 : FC Cantonal Lausanne - 1900 : FC Winterthour - 1901 : Football Club Fortuna Bâle - 1902 : GC Zurich II - 1903 : FC Zürich II - 1904 : - 1905 : - 1906 : FC Montriond Lausanne II - 1907 : - 1908 : - 1909 : - 1910 : - 1911 : | - 1912 : - 1913 : FC Blue Stars Zurich - 1914 : SC Veltheim - 1915 : FC Athlétique Genève - 1916 : - 1917 : FC Neumünster Zürich - 1918 : Football Club Lucerne - 1919 : - 1920 : FC Nordstern Bâle II - 1921 : FC Soleure - 1922 : FC Concordia Bâle - 1923 : SC Veltheim | - 1924 : FC Forward Morges - 1925 : FC Bienne - 1926 : FC Black Stars Basel - 1927 : BSC Young Boys II - 1928 : FC Lucerne - 1929 : FC Töss - 1930 : FC Locarno |

### 2eLigue
| - 1931 : FC Oerliken Zürich, FC Olten, FC Stade Lausanne Ouchy |

### 1reLigue
| - 1932 : FC Lausanne-Sport - 1933 : BSC Young Boys - 1934 : FC Kreuzlingen (de) (1) - 1935 : FC Saint-Gall - 1936 : FC Lucerne | - 1937 : FC Granges - 1938 : FC La Chaux-de-Fonds - 1939 : FC Saint-Gall - 1940 : FC Bâle | - 1941 : FC Zurich - 1942 : FC Bâle - 1943 : FC La Chaux-de-Fonds - 1944 : AC Bellinzone |

Remarque : La 1re Ligue était constituée de deux groupes (en principe Est et Ouest). Le vainqueur de chacun des groupes s'affrontent sur un match aller-retour pour déterminer le vainqueur du tournoi.

### Ligue nationale B
| - 1945 : FC Locarno - 1946 : FC Bâle (3) - 1947 : FC Zurich - 1948 : UGS - 1949 : FC Saint-Gall - 1950 : FC Cantonal Neuchâtel (1) - 1951 : GC Zurich - 1952 : FC Fribourg - 1953 : FC Lucerne - 1954 : FC Lugano - 1955 : UGS - 1956 : FC Winterthour - 1957 : FC Bienne - 1958 : FC Zurich - 1959 : FC Winterthour - 1960 : FC Fribourg (2) - 1961 : FC Lugano - 1962 : FC Chiasso | - 1963 : FC Schaffhouse - 1964 : FC Lugano - 1965 : UGS (3) - 1966 : FC Winterthour - 1967 : FC Lucerne - 1968 : FC Winterthour - 1969 : FC Wettingen (1) - 1970 : FC Sion - 1971 : FC Saint-Gall - 1972 : FC Chiasso (2) - 1973 : Neuchâtel Xamax - 1974 : FC Lucerne - 1975 : FC Bienne (2) - 1976 : AC Bellinzone - 1977 : Étoile Carouge - 1978 : FC Nordstern Bâle (1) - 1979 : FC La Chaux-de-Fonds - 1980 : AC Bellinzone | - 1981 : FC Vevey-Sports (1) - 1982 : FC Winterthour - 1983 : FC La Chaux-de-Fonds (4) - 1984 : FC Winterthour - 1985 : FC Granges - 1986 : FC Locarno (2) - 1987 : FC Granges (3) - 1988-1995 : pas de vainqueur spécifique1 - 1996 : SC Kriens (1) - 1997 : Étoile Carouge (2) - 1998 : BSC Young Boys - 1999 : FC Wil - 2000 : AC Bellinzone (4) - 2001 : BSC Young Boys (3) - 2002 : FC Wil (2) - 2003 : FC Vaduz 2 |

1 Entre 1988 et 1995, la Ligue nationale B était divisée en plusieurs groupes (par exemple est et ouest) pour le tour préliminaire.

2 FC Vaduz n'est pas promu cette année-là.

### Challenge League
- 2004 : FC Schaffhouse (2)
- 2005 : Yverdon-Sport (1)
- 2006 : FC Lucerne (5)
- 2007 : Neuchâtel Xamax (2)
- 2008 : FC Vaduz (2)
- 2009 : FC Saint-Gall
- 2010 : FC Thoune
- 2011 : FC Lausanne-Sport (2)
- 2012 : FC Saint-Gall (6)
- 2013 : FC Aarau (1)
- 2014 : FC Vaduz (3)
- 2015 : FC Lugano (4)
- 2016 : FC Lausanne-Sport (3)
- 2017 : FC Zurich (4)
- 2018 : Neuchâtel Xamax FCS (1)
- 2019 : Servette FC (1)
- 2020 : FC Lausanne-Sport (4)
- 2021 : GC Zurich (2)
- 2022 : FC Winterthour (7)
- 2023 : Yverdon Sport FC (2)
- 2024 : FC Sion (2)
- 2025 : FC Thoune (2)

### Palmarès
| Rang | Clubs                 | Titre(s) | Année(s)                                 |
| ---- | --------------------- | -------- | ---------------------------------------- |
| 1    | FC Winterthour        | 7        | 1956, 1959, 1966, 1968, 1982, 1984, 2022 |
| 2    | FC Saint-Gall         | 6        | 1935, 1939, 1949, 1971, 2009, 2012       |
| 3    | FC Lucerne            | 5        | 1936, 1953, 1967, 1974, 2006             |
| 4    | FC Lausanne-Sport     | 4        | 1932, 2011, 2016, 2020                   |
| 4    | FC Zurich             | 4        | 1941, 1947, 1958, 2017                   |
| 4    | FC Lugano             | 4        | 1954, 1961, 1964, 2015                   |
| 4    | AC Bellinzone         | 4        | 1944, 1976, 1980, 2000                   |
| 4    | FC La Chaux-de-Fonds  | 4        | 1938, 1943, 1979, 1983                   |
| 9    | FC Vaduz              | 3        | 2003, 2008, 2014                         |
| 9    | BSC Young Boys        | 3        | 1933, 1998, 2001                         |
| 9    | FC Granges            | 3        | 1937, 1985, 1987                         |
| 9    | Urania Genève Sport   | 3        | 1948, 1955, 1965                         |
| 9    | FC Bâle               | 3        | 1940, 1942, 1946                         |
| 14   | FC Thoune             | 2        | 2010, 2025                               |
| 14   | FC Sion               | 2        | 1970, 2024                               |
| 14   | Yverdon-Sport FC      | 2        | 2005, 2023                               |
| 14   | Grasshopper           | 2        | 1951, 2021                               |
| 14   | Neuchâtel Xamax       | 2        | 1973, 2007                               |
| 14   | FC Schaffhouse        | 2        | 1963, 2004                               |
| 14   | FC Wil                | 2        | 1999, 2002                               |
| 14   | Étoile Carouge FC     | 2        | 1977, 1997                               |
| 14   | FC Locarno            | 2        | 1945, 1986                               |
| 14   | FC Biel-Bienne        | 2        | 1957, 1975                               |
| 14   | FC Chiasso            | 2        | 1962, 1972                               |
| 14   | FC Fribourg           | 2        | 1952, 1960                               |
| 25   | Servette FC           | 1        | 2019                                     |
| 25   | Neuchâtel Xamax FCS   | 1        | 2018                                     |
| 25   | FC Aarau              | 1        | 2013                                     |
| 25   | SC Kriens             | 1        | 1996                                     |
| 25   | FC Vevey-Sports       | 1        | 1981                                     |
| 25   | FC Nordstern Bâle     | 1        | 1978                                     |
| 25   | FC Wettingen          | 1        | 1969                                     |
| 25   | FC Cantonal Neuchâtel | 1        | 1950                                     |
| 25   | FC Kreuzlingen (de)   | 1        | 1934                                     |

## Historique du logo

Logo utilisé de 2003 à 2012.
Logo utilisé de 2012 à 2021.
Logo utilisé depuis 2021.